# Pointe de consommation électrique
 (juillet 2011).
Si vous disposez d'ouvrages ou d'articles de référence ou si vous connaissez des sites web de qualité traitant du thème abordé ici, merci de compléter l'article en donnant les références utiles à sa vérifiabilité et en les liant à la section « Notes et références ».
Une pointe de consommation électrique est la consommation la plus élevée d’un réseau électrique pendant une période définie (jour, mois, saison, etc.). Elle dépend de la localisation et de la période étudiée et, du fait de la difficulté du stockage de l'électricité, pose des problèmes particuliers aux gestionnaires de réseaux et aux producteurs d’électricité.

## Généralités
Contrairement à d'autres formes d'énergie, l'énergie électrique ne peut généralement pas être stockée telle quelle à grande échelle, chaque kilowatt-heure devant donc être produit au moment de sa consommation. Ce délicat équilibre entre l'offre et la demande doit être maintenu en tout temps pour assurer la fiabilité du service électrique.
Par ailleurs, la demande globale d'électricité suit des cycles journaliers, hebdomadaires et saisonniers, qui dépendent d'une combinaison de facteurs, dont la succession du jour et de la nuit, le climat, l'activité économique et les habitudes de vie quotidienne des ménages. On distingue trois principaux types de périodes de pointe.
Pointes journalièresElles se produisent le matin et le soir ; en France, typiquement vers 19 heures en semaine, lorsque les consommateurs rentrent chez eux. La pointe est plus accentuée dans les réseaux où le chauffage de l'eau et les appareils électroménagers utilisent l'électricité plutôt que le gaz.
| Pour des raisons techniques, il est temporairement impossible d'afficher le graphique qui aurait dû être présenté ici. | Pour des raisons techniques, il est temporairement impossible d'afficher le graphique qui aurait dû être présenté ici. |
| Source : RTE (Open Data) . ENEDIS (Open Data)                                                                          | |

Pointes hebdomadairesDu fait du week-end, le dimanche présente, dans les pays occidentaux, un creux de consommation alors que le lundi présente une pointe essentiellement liée à l'industrie.
| Pour des raisons techniques, il est temporairement impossible d'afficher le graphique qui aurait dû être présenté ici. |
| Source : RTE Open Data                                                                                                 |

Pointes saisonnièresElles peuvent survenir en été, comme c'est le cas dans la plupart des régions de l'Amérique du Nord ou au Moyen-Orient, par exemple du fait de l'utilisation importante de climatiseurs. Dans d'autres régions, comme en France, au Québec et au Nouveau-Brunswick, elle survient invariablement en hiver du fait de l'utilisation du chauffage électrique dans une grande partie des foyers. Dans les deux cas, les températures extrêmes influent sur la demande de climatisation ou de chauffage électrique des ménages. On parle alors de pointe estivale ou de la pointe hivernale, selon le cas.
Certaines pointes sont aussi causées par les infrastructures d’utilités publiques telles que l’éclairage public, le transport ferroviaire, etc.. 
D'autre part, un réseau peut être momentanément surchargé en raison de la déficience d’une ligne ou par la non-disponibilité d'une partie du parc de production, comme ce fut le cas au Texas en février 2011.

## Gestion de l'offre

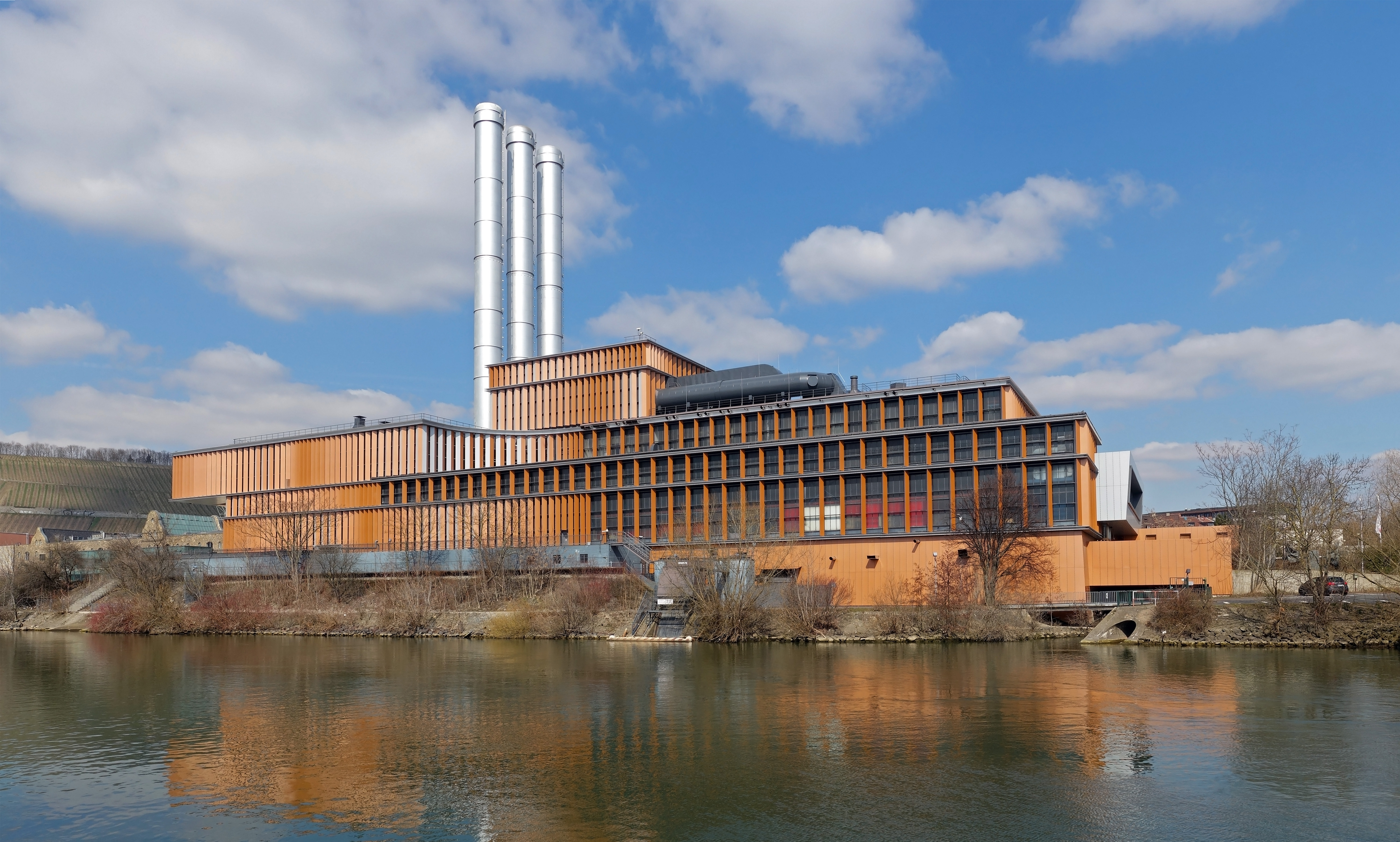
Une des turbines de la centrale thermique de Wurtzbourg (Allemagne) n'est utilisée qu'en cas de pointe de consommation.

Traditionnellement, les réseaux électriques ont répondu à l'augmentation de la consommation de pointe anticipée à long terme par la construction de nouvelles infrastructures de production, de transport et de distribution.
Des consommations élevées engendrent des risques de blackout dues à la surcharge d’alimentation (et une augmentation du prix de l’électricité). Mais pas seulement, cette surconsommation à un effet négatif sur l’environnement, car il faut savoir qu’il existe un ordre de priorité dans la production d’électricité. Tout d’abord elle est produite par l’hydraulique des lacs, les centrales thermiques à cogénération, les centrales nucléaires, les centrales thermiques, et enfin l’hydraulique des rivières. Les centrales thermiques utilisent des combustibles fossiles (ressource non renouvelable) et il y a également une émission accrue de gaz à effet de serre.
Le principe des coûts différenciés pour les heures pleines et heures creuse vise à lisser la consommation, mais ne suffit pas[réf. nécessaire].

## Gestion de la demande
Un nombre croissant de juridictions considèrent l’écrêtage de la pointe de consommation comme une alternative à la construction de nouvelles infrastructures. Plusieurs méthodes permettent de réduire la pointe de consommation qui vont de la tarification différenciée dans le temps aux contrats d'électricité interruptibles, en passant par des programmes de retrait d'appareils énergivores branchés en permanence (réfrigérateurs, congélateurs, etc.).

## Dans le monde
Les réseaux dits « intelligents » (smart grids) permettent, entre autres, de déconnecter les appareils électriques non primordiaux lors de fortes demandes en électricité, afin de limiter les risques d’apparition de pointes importantes de consommation électrique. Ces réseaux sont encore au stade expérimental, mais cette fonctionnalité est similaire à celle qui peut être réalisé par un délesteur local pour limiter l'abonnement.
La technologie avance, le réseau électrique devient de plus en plus performant mais certaines améliorations dépendent des changements de comportement et d’habitudes du consommateur.

### France
En France, le réseau électrique est géré par plusieurs entreprises : RTE, Enedis (anciennement ERDF) et les ELD, qui doivent se concerter en permanence. Les gestionnaires des réseaux électriques rencontrent un problème majeur  : les pointes de consommation électrique, principalement en hiver (traditionnellement à 19 h) lorsque les conditions météorologiques sont froides et persistantes sur l'ensemble du territoire, situation dite « thermosensible » due surtout à l'importance des installations de chauffages électriques dans le pays : la perte d'un degré de température se traduit, en France en 2012, par une augmentation estimée d'électricité de 2 300 MW contre 600 MW en Grande-Bretagne, 500 MW en Allemagne, ou 300 MW en Italie. 
La consommation électrique française passe pour la première fois le cap des 100 GW le 7 février 2012 avec 100 430 MW réalisés à 19 h, pour une capacité théorique installée de 123 GW : l'essentiel de la production fut, à 63 %, d'origine nucléaire complétée principalement par l’hydroélectrique (13 %) — qui est géré en valeur d'usage, afin de valoriser son productible stockable lors des périodes de très forte demande adressée au système — et les énergies fossiles (fioul 5 %, charbon 5 %, gaz 4 %) ainsi que par l'achat ponctuel d'électricité hors des frontières au cours du marché spécifique de l'électricité (7 %). Le lendemain, un nouveau record absolu est atteint avec 102 098 MW réalisés,.
En janvier 2017, une vague de froid moins prononcée et moins longue que celle de février 2012 suscite cependant une alerte de RTE ; la presse attribue cette difficulté à un nombre plus élevé qu'à l'habitude de réacteurs nucléaires à l'arrêt ; en fait seulement cinq réacteurs sur 58 sont indisponibles contre trois en février 2012 ; une autre cause de l'insuffisance de marge de puissance est la fermeture de près de 9 GW de centrales à charbon et à fioul entre 2012 et 2016. Lors du maximum de demande atteint le vendredi 20 janvier à 9 h 15, la consommation de 93 862 MW était couverte à 59,2 % par le nucléaire, 15 % par l'hydraulique et 4,4 % par les autres énergies renouvelables (éolien 2,9 %, biomasse 0,9 %, solaire 0,6 %), 17,2 % par les centrales à combustibles fossiles (gaz 10 %, fioul 4,4 %, charbon 2,8 %) et 4,2 % par les importations (5 414 MW d'importations d'Espagne, d'Allemagne et du Royaume-Uni, moins 1 270 MW d'exportations vers l'Italie).

### Québec
Au Québec, les pointes annuelles de consommation d'électricité ont lieu durant les journées les plus froides de l'hiver. La pointe record pour la société d'état Hydro-Québec date du matin du 27 janvier 2022:  40 510 MW.